# Agrimonia microcarpa
Agrimonia microcarpa är en rosväxtart som beskrevs av Carl Karl Friedrich Wilhelm Wallroth. Agrimonia microcarpa ingår i släktet småborrar, och familjen rosväxter. Inga underarter finns listade i Catalogue of Life.